# Власюк Андрій Олександрович (футболіст, 1992)
Власюк Андрій Олександрович (нар. 28 травня 1992, Коростишів, Житомирська область, Україна) — український футболіст, захисник клубу «Звягель».

## Життєпис

### Клубна кар'єра
У футбол починав грати в Житомирі. У чемпіонаті України (ДЮФЛ) виступав за житомирське «Полісся» та РВУФК (Київ).
Впродовж 2009 — 2010 років виступав за ЦСКА (Київ), «Верес» (Рівне) та ФК «Львів-2» – 23 офіційних матчів, 3 гола (17 ігор в чемпіонаті , 1 кубковий поєдинок та 5 матчів – кубок української ліги). Потому займався футболом на рідній Житомирщині, де виступав, зокрема, за  ФК «Коростень» та «Легіон» (Житомир). Взимку 2015 року перейшов до складу першолігової чернівецької «Буковини», в складі якої провів 8 матчів (1 гол). 
Влітку того ж року перебрався до Охтирки, де до завершення 2017/18 сезону виступав за місцевий «Нафтовик-Укрнафта». В складі якого провів 67 офіційних ігор. В сезоні 2016/17 разом з командою дійшов до чвертьфінальної стадії кубка України (але взяти участь у матчі 1/4 фіналу не вдалося через важкі погодні умови), натомість в чемпіонаті команда впевнено посіла 6-те місце у першій лізі.
У липні 2018 року підписав контракт з клубом «Гірник-спорт» (Горішні Плавні), за який виступав до завершення осінньої частини сезону 2018/19. Надалі кар'єру продовжив в рідному друголіговому клубі «Полісся» (Житомир), який був одним із лідерів першості та здобув путівку до першої української ліги. В сезоні 2022/23 разом із командою здобув чемпіонство першої ліги та право виступу в Українській Прем'єр-лізі. Однак у літнє міжсезоння залишив житомирський клуб.

## Досягнення
- Переможець Першої ліги України: 2022/23
- Срібний призер Другої ліги України: 2019/20